# New Yorks Village Halloween Parade

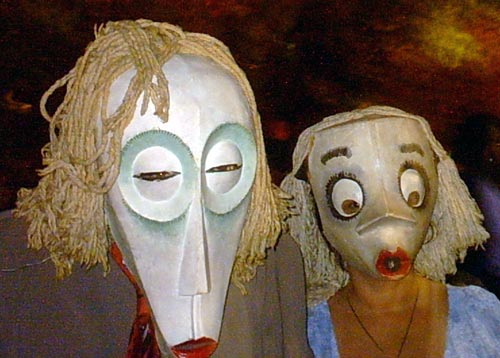

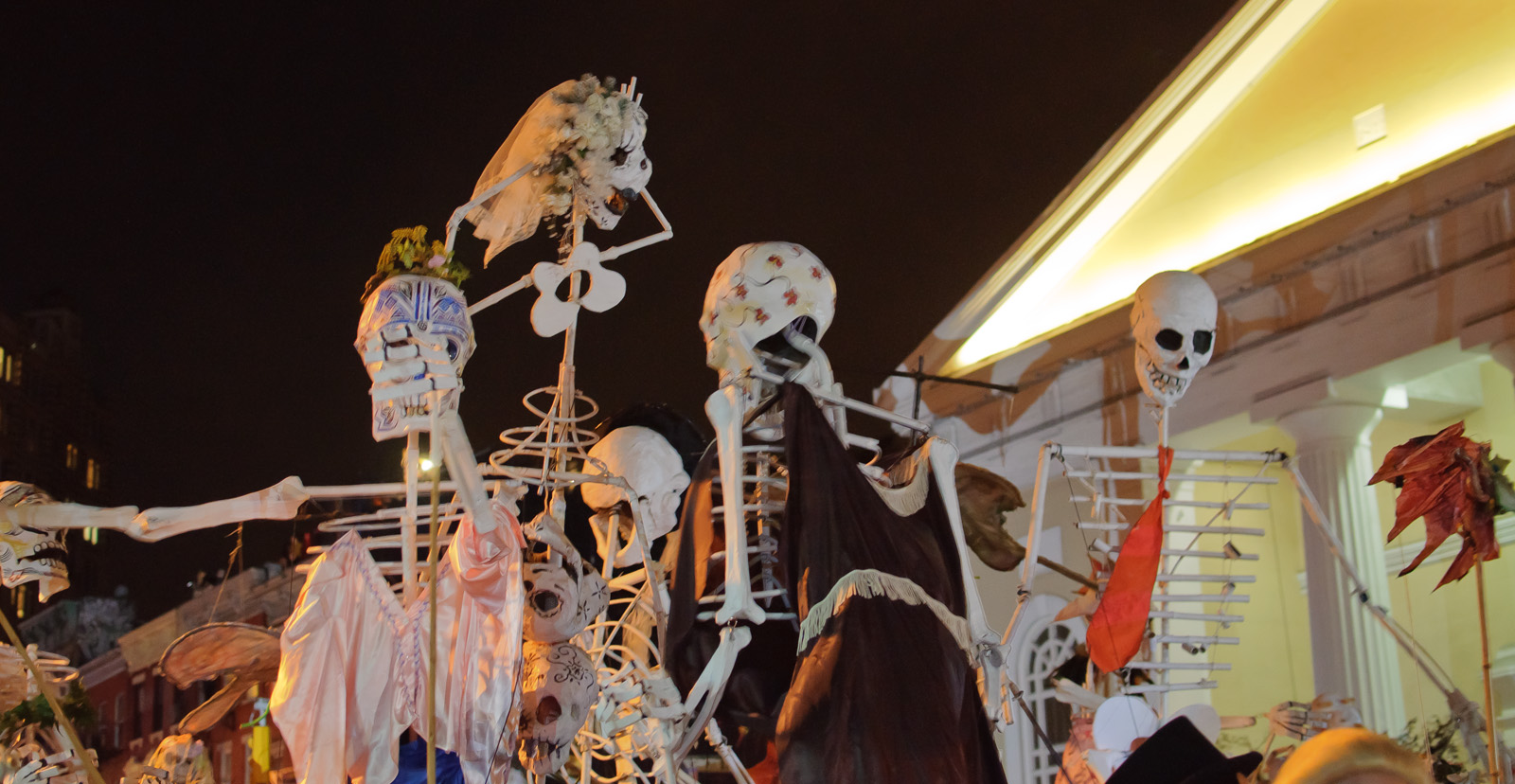

New Yorks Village Halloween Parade ist eine Festtagsparade und ein Straßenfest. Sie findet jedes Jahr in der Nacht zu Halloween im Stadtteil Greenwich Village in Lower Manhattan statt. Die Village Halloween Parade, die 1973 von dem Puppenspieler und Maskenmacher Ralph Lee aus Greenwich Village ins Leben gerufen wurde, ist die größte Halloween-Parade der Welt und die einzige nächtliche Parade in New York City. Sie hat nach eigenen Angaben 50.000 „kostümierte Teilnehmer“ und 2 Millionen Zuschauer.

## Veranstaltung

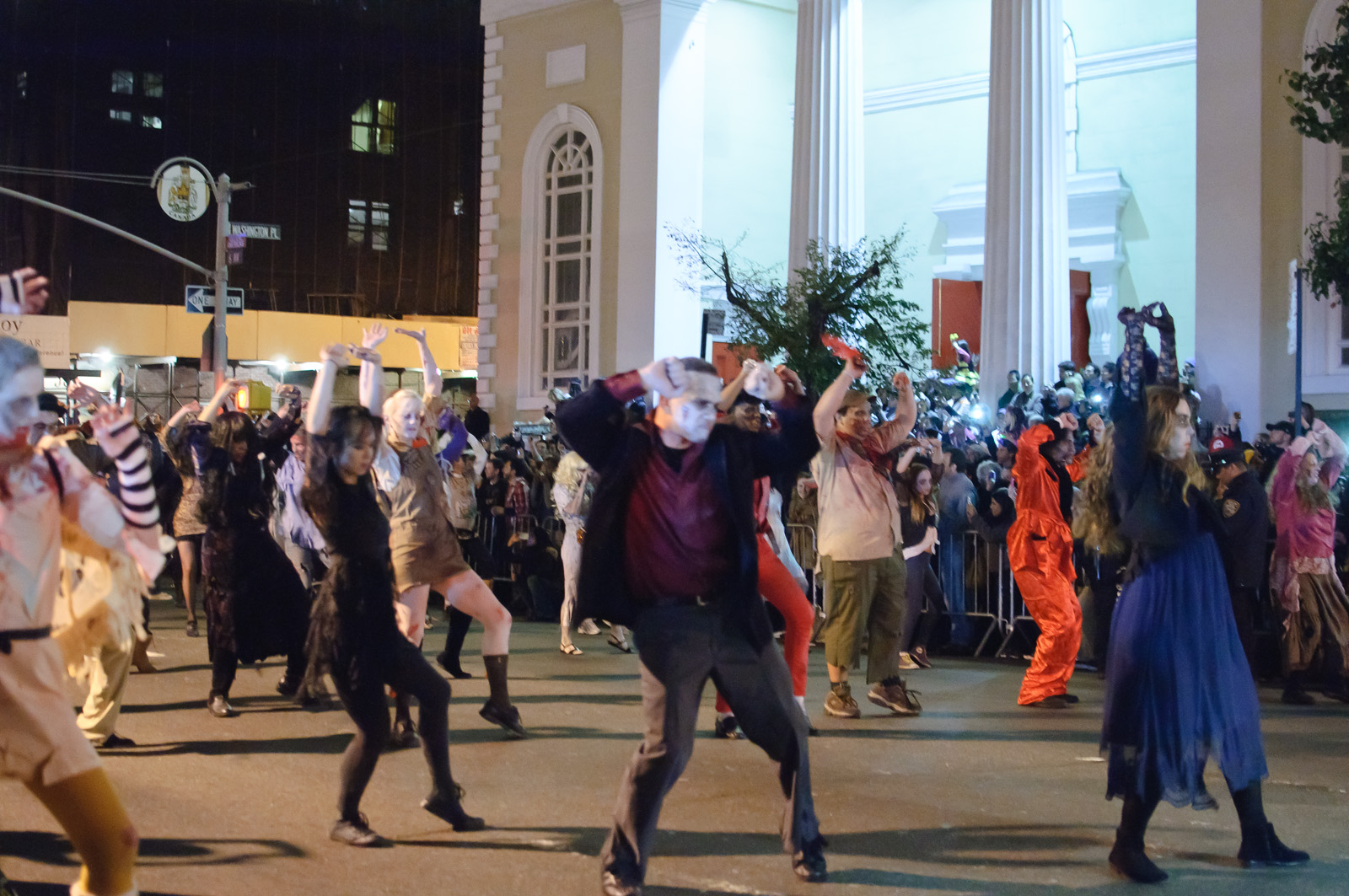

Die Parade wurde als „New Yorks Karneval“ bezeichnet. Sie ist größtenteils eine spontane Veranstaltung, da die Teilnehmer ohne Anmeldung oder Bezahlung einfach in ihren Kostümen am Startpunkt auftauchen können. Das Markenzeichen der Parade sind die großen Puppen, die von Hunderten von Freiwilligen animiert werden. Das offizielle Motto der Parade wird jedes Jahr auf die Puppen übertragen. Zusätzlich zu den Puppen nehmen laut Website jedes Jahr mehr als 50 Marschkapellen teil. Darüber hinaus gibt es auch einige kommerzielle Halloween-Paradenwagen.
Die offizielle Route auf der Sixth Avenue von der Spring Street bis zur 16th Street, die alle in Manhattan liegen, ist 2,25 km lang (die Entfernung vom Sammelplatz auf der Sixth Avenue von der Canal Street bis zur Spring Street beträgt weitere 0,3 km). Die Parade beginnt normalerweise um 19 Uhr New Yorker Zeit und dauert etwa zwei bis drei Stunden.

### Geschichte

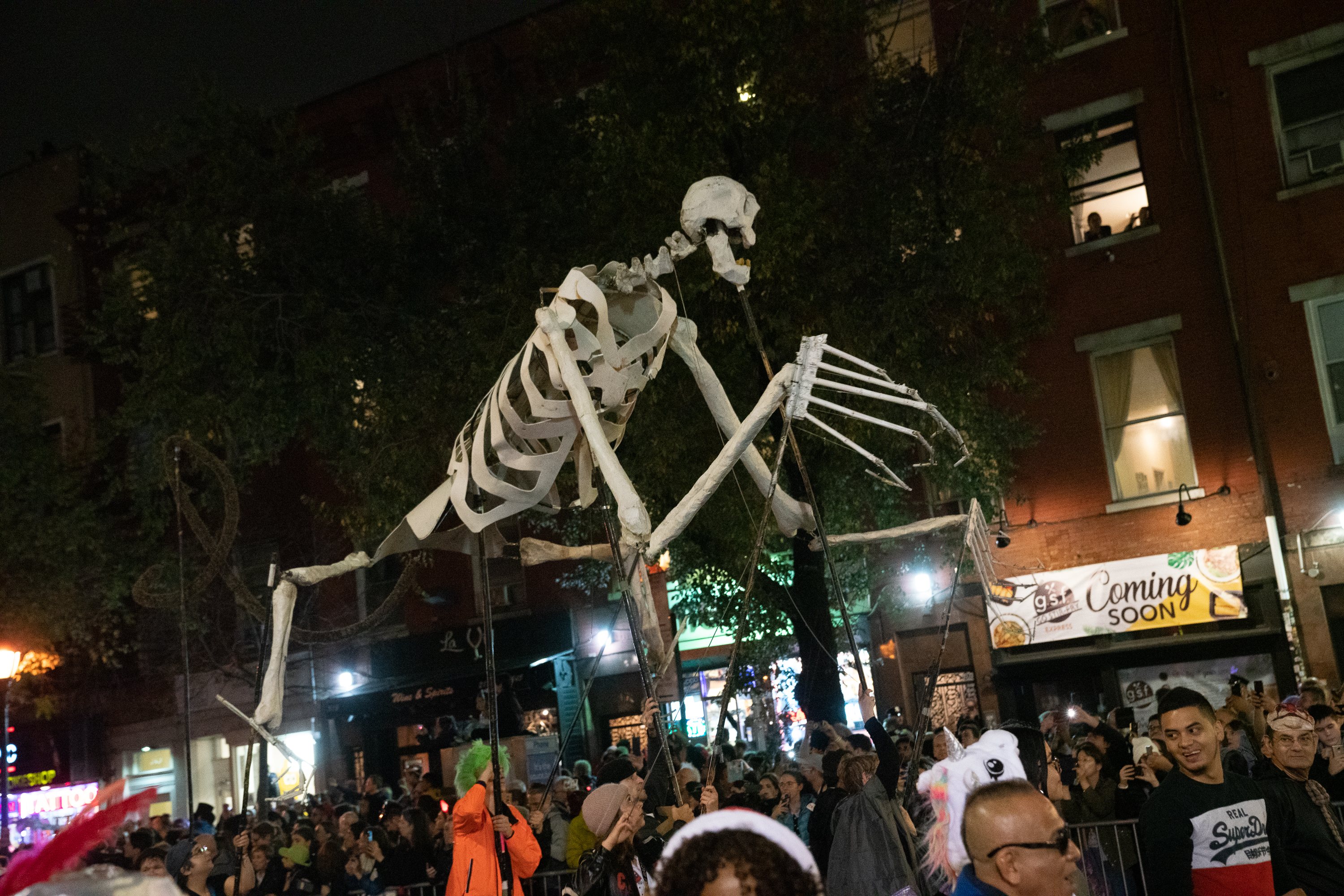

Die Parade geht zurück auf die im Jahr 1973 von Ralph Lee von der Mettawee River Theatre Company organisierte, informelle Puppenparade für Kinder rund um sein Künstlerhaus in der Westbeth Artists Community. Im nächsten Jahr ging die Parade von der Jane Street am Hudson River zum Washington Square Park. Etwa 200 Erwachsene und Kinder nahmen daran teil. Die Parade von 1975 wurde vom Theatre for the New City, das sich damals in Westbeth befand, organisiert. Lee und das Theater erhielten dafür den Obie Award. Die Parade von 1975 wuchs auf 1.500 Teilnehmer an. Das neue Management führte mehr erwachsene Elemente in die Veranstaltung ein, darunter einen Halloween-Ball nach der Parade. Die Organisation der Parade wurde ab 1976 formell von einer gemeinnützigen Organisation übernommen.

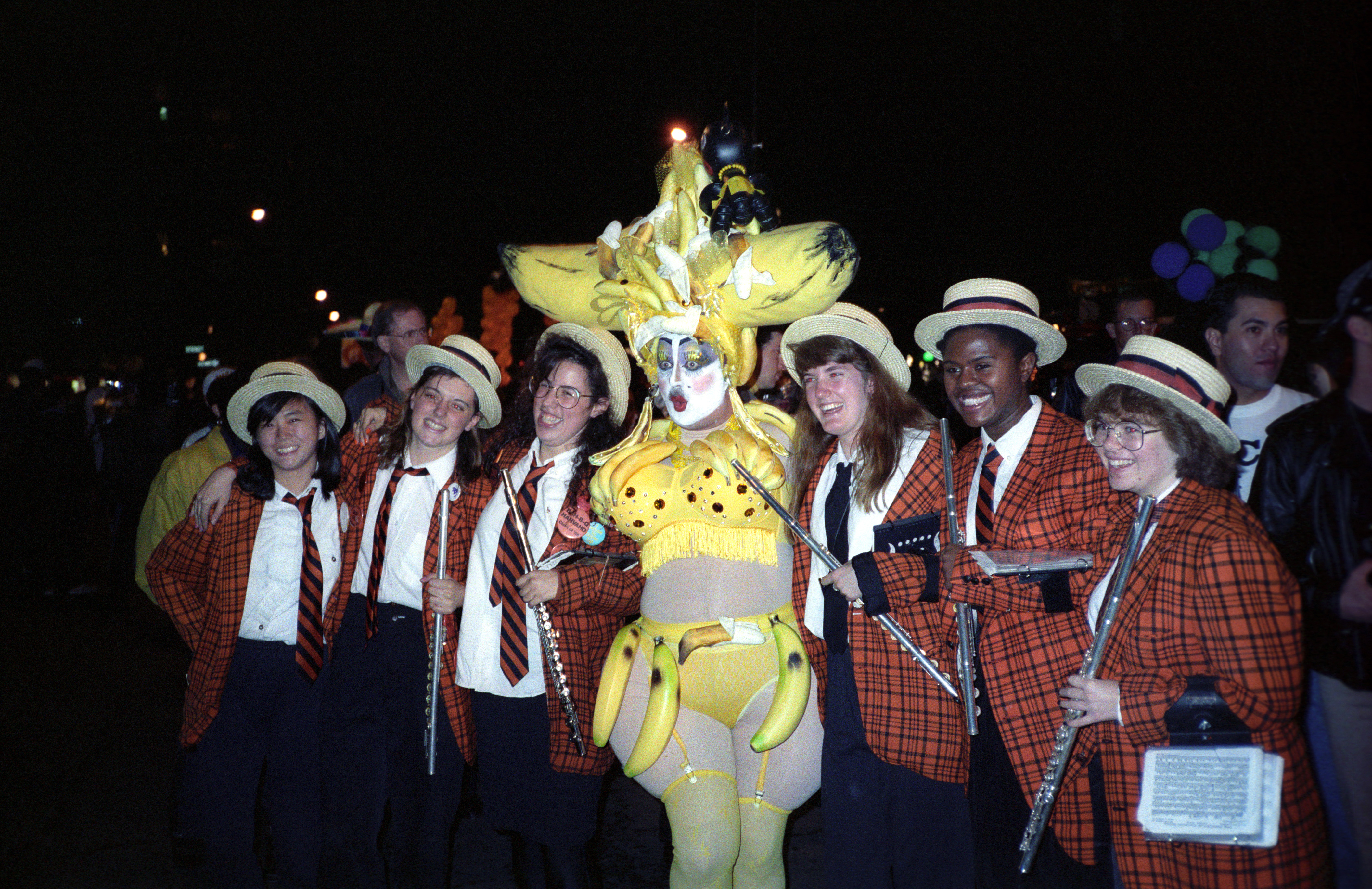

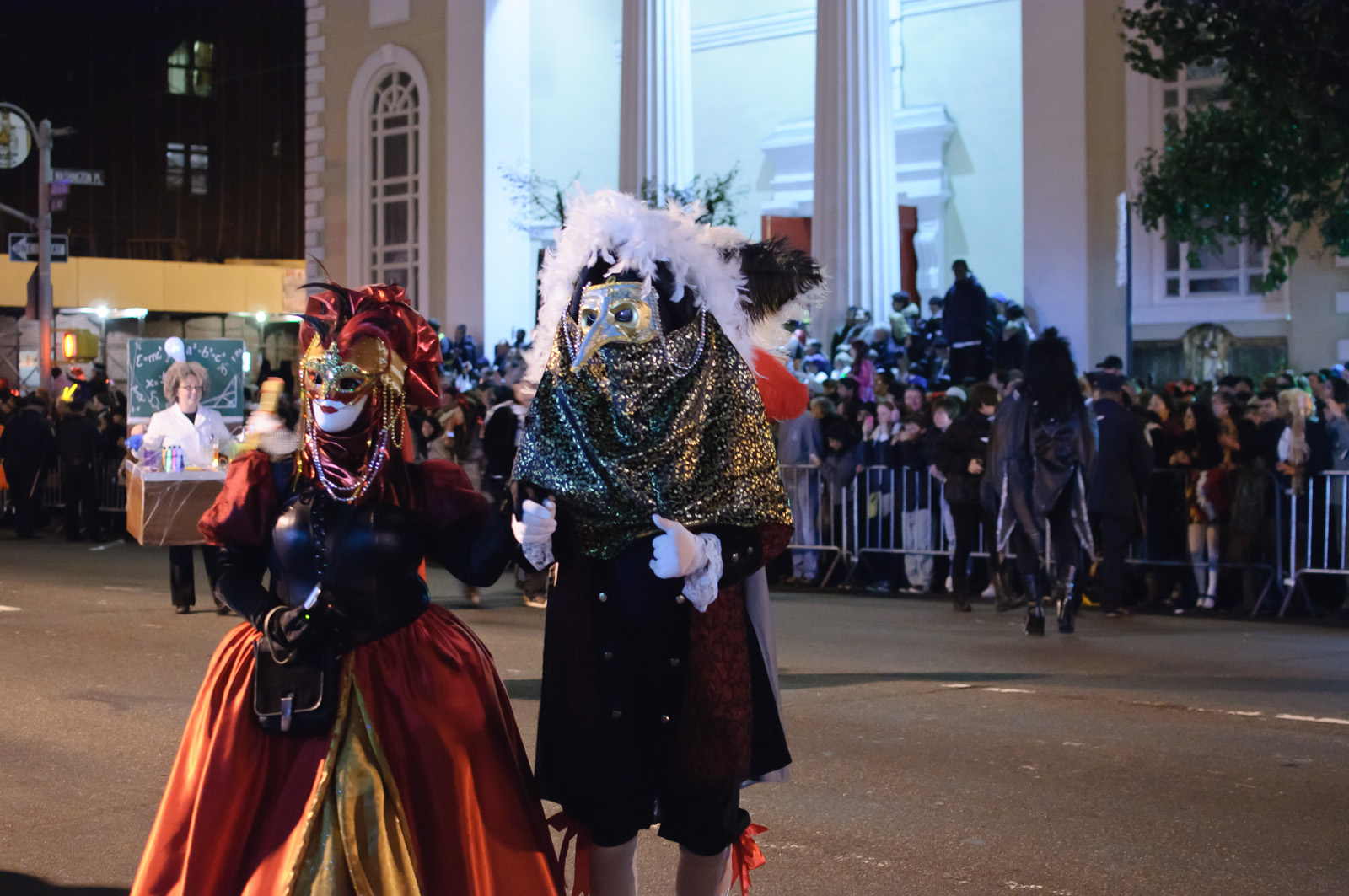

Im Jahr 1977 wurde die Route auf die 10th Street zwischen Greenwich Avenue und Fifth Avenue verlegt und endete weiterhin am Washington Square Park. Ein Teufel saß an der Spitze des Bogens am Washington Square, wo er Luftballons steigen ließ und an einem Seil in den Brunnen hinunterrutschte. In diesem Jahr erschien auch zum ersten Mal eine riesige Spinne auf der Jefferson Market Library. Die Parade begann bis 1983 weiterhin in Westbeth. Zwei Jahre später, als die Zuschauerzahl auf 250.000 anstieg, wurde die Route von den Seitenstraßen auf die Sixth Avenue von der Spring Street bis zur 22nd Street verlegt (obwohl der Sammelpunkt in der Praxis weiter südlich an der Canal Street lag und der nördliche Punkt bis zur 16th Street verkürzt wurde). Die Änderung der Route beendete die Verbindung zum Washington Square Park. Jeanne Fleming übernahm die Leitung der Veranstaltung. Die Änderung der Route mit ihren Hindernissen schränkte auch die Möglichkeit ein, sich der Parade an jedem beliebigen Punkt anzuschließen, wie es zuvor der Fall gewesen war.
1990 begannen die New York University und das Manhattan Community Board 2 damit, nachmittags auf dem Washington Square in Greenwich Village eine unabhängige Kinder-Halloween-Parade zu veranstalten. Sophia Michahelles und Alex Kahn wurden 1998 die offiziellen Designer der Puppen der Parade, und im folgenden Jahr entwarf Basil Twist die Spinne, die sich heute auf der Jefferson Market Library befindet.

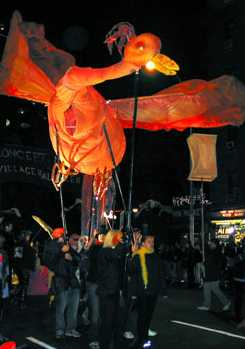

Weniger als sieben Wochen nach den Anschlägen vom 11. September 2001 wurde die Parade weltweit übertragen und war ein Zeichen dafür, dass New York wieder auf die Beine kommt. Die Parade wurde von einer riesigen Puppe angeführt, die einen Phönix darstellte, der aus der Asche aufstieg. Auffallend war das Fehlen des Bread and Puppet Theaters, das ein politisches Standbein der Parade gewesen war, aber gegen den Krieg in Afghanistan protestiert hatte. Zuvor bestand das Kontingent von Bread and Puppet aus fünf Blöcken mit Riesenpuppen.
Im Jahr 2012 wurde die Parade zum ersten Mal abgesagt, nachdem Hurrikan Sandy die Küste von New York City schwer beschädigt hatte und in Greenwich Village während der Paradezeit zu Stromausfällen führte. Im darauffolgenden Jahr rettete eine Spenden-Kampagne zur Deckung der Kosten für die ausgefallene Parade von 2012 die Parade vor der endgültigen Schließung. Die Kampagne brachte 56.000 Dollar ein und übertraf damit ihr Ziel von 50.000 Dollar.
Weniger als vier Stunden nach dem Terroranschlag mit einem Lastwagen am 31. Oktober 2017, bei dem sechs Blocks westlich der Paraderoute acht Menschen getötet wurden, fand die Parade wie geplant statt. Sowohl Bürgermeister Bill de Blasio als auch Gouverneur Andrew Cuomo nahmen an der Parade teil.
Erneut wurde die Parade im Jahr 2020 während der COVID-19-Pandemie in New York City abgesagt. Die Organisatoren der Parade begründeten dies mit der Sorge, dass eine räumliche Distanzierung bei den für die Parade typischen großen Menschenmengen unmöglich wäre.
Für 2021 ist eine Parade geplant, die den Kindern von New York City gewidmet sein wird. Da im vergangenen Jahr gerade für Kinder Halloween komplett ausfallen musste, sind sie 2021 aufgefordert, die großen Puppen zu gestalten, die die Parade anführen werden.

### Themen

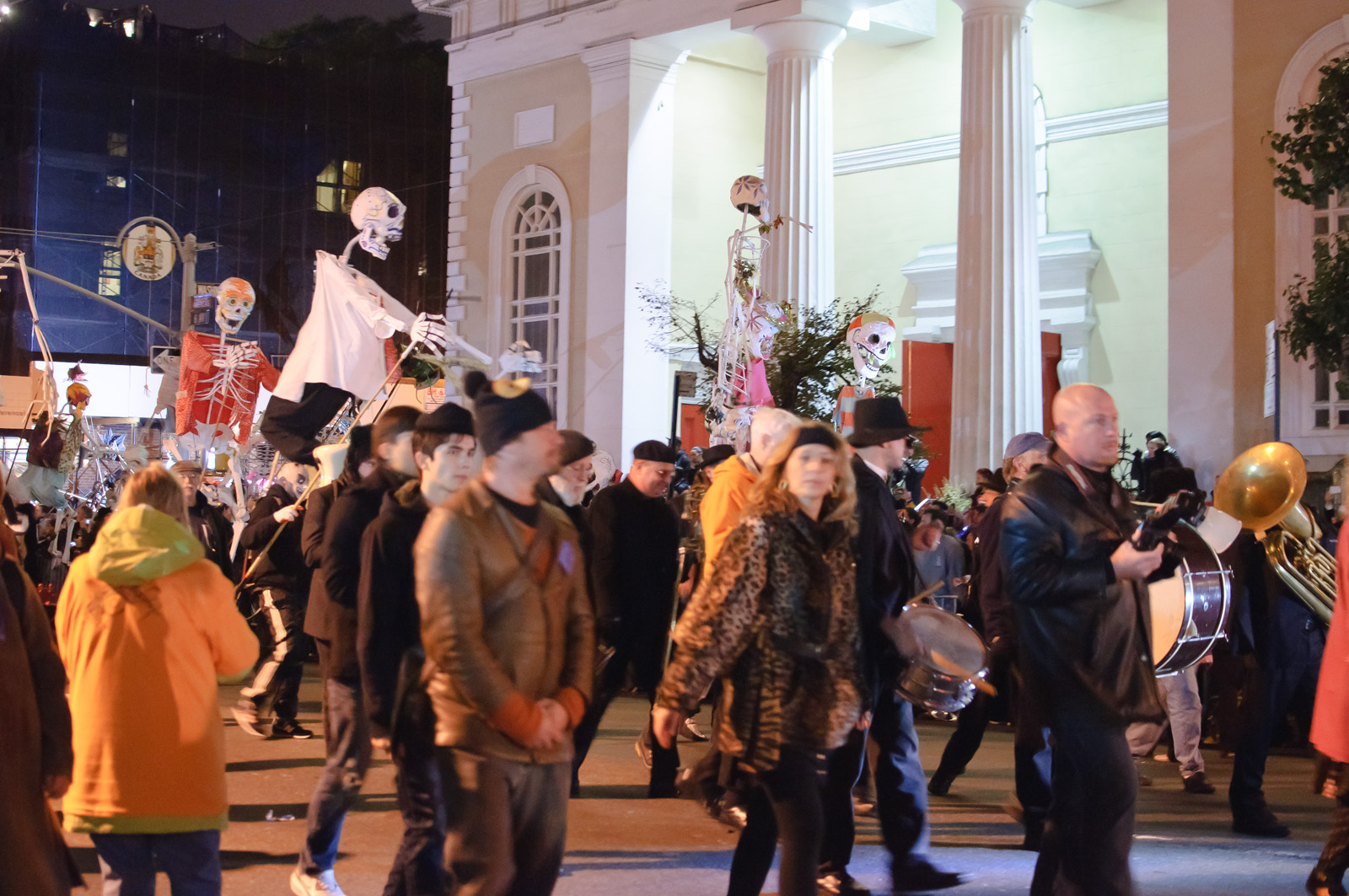

Im Jahr 2001 präsentierte die Parade ein Puppenspiel, das für seine Kunstfertigkeit gefeiert wurde und in die Geschichte der Stadt einging. Nach den Anschlägen vom 11. September 2001 wurden stadtweit und landesweit Veranstaltungen entweder gestrichen oder verschoben. Die Organisatoren glaubten, dass die Parade der Stadt eine dringend benötigte emotionale Entspannung verschaffen, die Gemeinschaft reformieren und ihr helfen würde, den Heilungsprozess zu beginnen. Sie waren der Meinung, dass dies die positivste Art und Weise war, wie sie als Künstler der Stadt in einer so verzweifelten Zeit dienen konnten. „Das ist die Bedeutung der tanzenden Skelette, die den Marsch immer anführen: Sie wissen besser als jeder andere, was sie verloren haben, und deshalb tanzen sie diese eine Nacht im Jahr, um das Leben zu feiern“, sagte Fleming in einem Interview mit CNN.
Am 15. September hatte Fleming das alte Thema verworfen und ein neues gewählt. Obwohl niemand sicher war, dass die Parade stattfinden würde, entwarf die Designerin Sophia Michahelles ein neues Thema, Phoenix Rising, um den Geist von New York nach der Tragödie zu wecken. Die riesige Puppe eines Phönix, des mythischen Vogels, der sich aus seiner eigenen Asche erhebt, wurde von Michahelles in der Werkstatt der offiziellen Parade-Puppenspieler Superior Concept Monsters geschaffen. Die animierte Kreation wurde mechanisch so konfiguriert, dass sie ihre Flügel ausbreitet und sich aus der feurigen Asche erhebt, die durch flackernde Laternen dargestellt wird, die an Stangen aufgehängt sind und die Paradefigur einkreisen. Am 25. Oktober wurde die endgültige Genehmigung zur Durchführung der Parade erteilt. Angesichts der weithin etablierten Beziehungen zur Gemeinde, die Fleming gepflegt hatte, und der langen Tradition der Parade bestand Bürgermeister Rudy Giuliani darauf, dass sie stattfinden sollte.

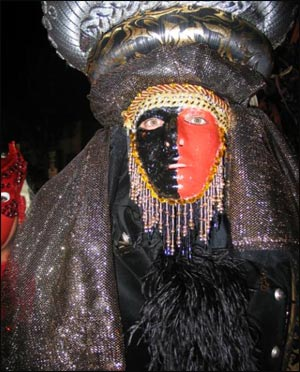
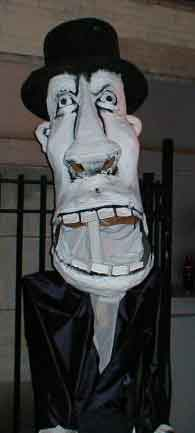
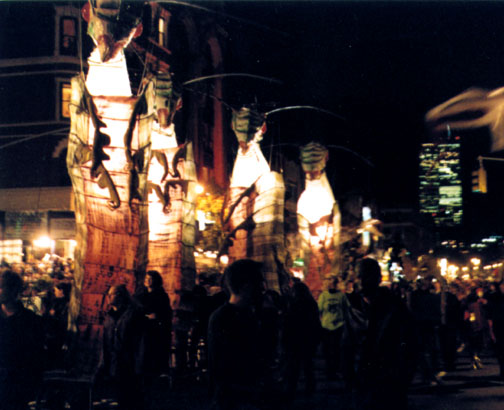
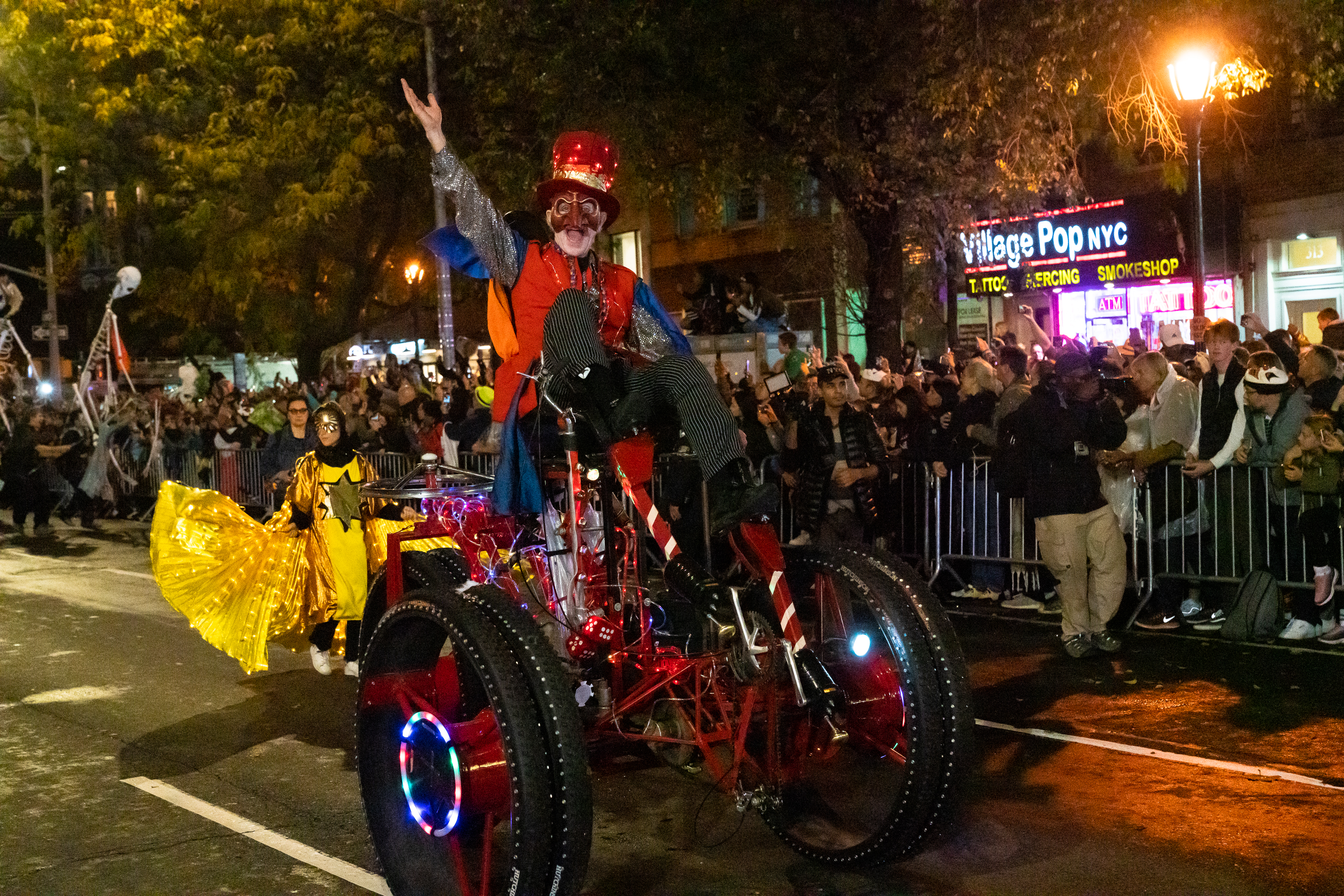

## Rezeption
Im Lied Halloween Parade, das auf seinem Album New York von 1989 erschien, beschreibt Lou Reed die Parade und beklagt das Fehlen zahlreicher früherer Teilnehmer, die an AIDS gestorben sind.

### Videos
- Karl Gober 1999 Halloween Parade auf YouTube
- 2004 Halloween Parade auf YouTube
- 2006 Halloween Parade auf YouTube
- 2006: „'Jack'“ auf YouTube
- 2007: „Wings of Desire“ auf YouTube
- 2008: „Ghost“ Superior auf YouTube
- 2009: „Terra Incognita“ auf YouTube
- 2010: „Memento Mori“ auf YouTube